# 브라이언 로버트슨
브라이언 로버트슨(영어: Brian Robertson, 1956년 2월 12일 ~ )은 씬 리지와 모터헤드의 멤버로 가장 잘 알려진 스코틀랜드의 록 기타리스트다.

## 어린 시절
로버트슨은 렌프루셔 클라크스턴(지금의 이스트렌프루셔)에서 태어나 인근 뉴턴먼스의 이스트우드 고등학교에 재학하며 음악가가 되었다. 그는 기타와 드럼으로 바꾸기 전에 첼로와 클래식 피아노를 8년 동안 공부했다. 그는 드림 폴리스와 같은 밴드들과 함께 그의 지역 주변에서 공연을 했고, 그는 후에 애버리지 화이트 밴드로 발달했다.

## 경력
1974년 6월, 씬 리지는 두 명의 새로운 기타리스트를 위한 오디션을 하고 있었고 로버트슨을 위한 시험을 준비되었다. 18살 때, 로버트슨은 다른 리드 기타에 스콧 고럼과 함께 참여했다. 그는 드러머 브라이언 다우니와 구별하기 위해 필 라이넛으로부터 "로보(Robbo)"라는 별명을 얻었다. 이 두 명의 리드 기타리스트는 비평가들에 의해 "트윈 기타 공격"이라고 언급되는 씬 리지의 시그니처 사운드에서 중요한 부분을 제공했다. 밴드 활동 중 로버트슨은 씬리지가 발표한 5개의 스튜디오 음반인 《Nightlife》 (1974년), 《Fighting》 (1975년), 《Jailbreak》 (1976년), 《Johnny the Fox》 (1976년), 《Bad Reputation》 (1977년), 라이브 음반 《Live and Dangerous》 (1978년)에 기여하는 멤버였다.
프런트맨, 베이시스트, 리드 보컬리스트인 필 라이넛이 씬 리지의 소재에 주요 작곡자였지만, 로버트슨은 밴드를 위해 상당한 부분을 기부했고, 때로는 라이넛과 밴드와 협력하기도 했다. 《Nightlife》와 《Bad Reputation》은 그의 작사, 작곡가 특징인 유일한 음반이었고 그는 후기 음반의 선택된 곡에서만 공연을 했다.
씬 리지에서는 로버트슨과 고럼이 부추긴 특이한 트윈 하모니 리드 기타 사운드가 밴드의 독특한 사운드에 크게 기여했고 아이언 메이든, 메탈리카, 더 다크니스, 벨벳 리볼버 등 후속 밴드에 영향을 미쳤다. 순수 리듬 효과보다는 독창적으로 와와 페달을 악기의 연장선상으로 사용한 로버트슨의 선구적이고 파격적인 사용은 밴드에도 활력을 불어넣었다.

## 사생활
로버트슨은 카렌 릭스와 한 아들이 있다. 그들은 카렌이 음악 활동을 시작하던 1986년 로건 로버트슨과 17년간 함께 만났다. 91년 4월 3일 태어남 로버트슨은 스칸디나비아에서 투어나 녹화를 하지 않을 때 영국 에식스주에 살고 있는데, 그곳에서 일하는 시간이 많다.

## 영향
많은 영국의 록 기타리스트들처럼, 로버트슨은 초기 블루스 기타리스트들로부터 상당한 영향을 받았다. 로버트슨의 영향력은 프레디 킹, 제프 벡, 에릭 클랩튼, 피터 그린 등이 있으며, ZZ 톱의 빌리 기번스도 후기 영향력으로 거론된다.

## 음반 목록

### 솔로
- 《Diamonds and Dirt》 (2011년)

### 씬 리지
- 《Nightlife》 (1974년)
- 《Fighting》 (1975년)
- 《Jailbreak》 (1976년)
- 《Johnny the Fox》 (1976년)
- 《Bad Reputation》 (1977년)
- 《Live and Dangerous》 (1978년)
- 《Life》 (1983년)